# 维勒帕里西-新米特里站
维勒帕里西-新米特里站（法語：Gare de Villeparisis - Mitry-le-Neuf），是法国的一个铁路车站，属于大区快铁B线B5支线。开通于1883年，位于塞纳-马恩省米特里-莫里，临近维勒帕里西。属于第五收费区（法語：Zone 5）。